# Malte Strömwall
Malte Karl Johan Strömwall, född 24 augusti 1994 i Luleå, är en svensk professionell ishockeyspelare som spelar för Rapperswil-Jona Lakers i NL. Hans moderklubb är Linköping HC, med vilka han spelade juniorishockey till säsongen 2010/11. Därefter flyttade han till Nordamerika och tillbringade två säsonger med Tri-City Americans i juniorligan WHL. Strömwall återvände till Sverige 2013 då han spelade för Växjö Lakers HC i SHL. Säsongen 2014/15 representerade han fyra olika svenska klubbar: han inledde säsongen med Växjö, innan han anslöt till seriekonkurrenten Luleå HF. I Luleå blev han sedan utlånad till både Asplöven HC i Hockeyallsvenskan och därefter HV71 i SHL. Den efterföljande säsongen tillbringade han med AIK i Hockeyallsvenskan.
Våren 2016 skrev han ett tvåårsavtal med NHL-klubben New York Rangers, men spelade sedan endast i dess farmarlag, Hartford Wolf Pack i AHL samt Greenville Swamp Rabbits i ECHL. Kontraktet bröts dock i början av säsongen 2017/18 och Strömwall återvände till Europa där han de två följande säsongerna spelade för finska Kookoo i Liiga. Från säsongen 2019/20 tillbringade Strömwall tre säsonger i KHL, där han spelade för lika många klubbar; HK Sotji, SKA Sankt Petersburg och HK Dinamo Minsk. I juli 2022 skrev han ett avtal med NHL-klubben Chicago Blackhawks, men spelade sedan endast för Chicago Wolves i AHL. Inför säsongen 2023/24 återvände Strömwall till Sverige och SHL då han skrev ett avtal med Frölunda HC. 2024 blev han framröstad till Sveriges All Star-lag. Sedan april 2024 tillhör han den schweiziska klubben Rapperswil-Jona Lakers.
2019 gjorde Strömwall A-landslagsdebut.
Strömwall är delvis uppvuxen i Linköping och är son till den före detta ishockeyspelaren Johan Strömwall. 

## Karriär

### Klubblag

#### 2010–2016: Början av karriären
Strömwall inledde sin ishockeykarriär med Linköping HC, där han spelade ungdoms- och juniorishockey fram till och med säsongen 2010/11. Under sommaren 2011 blev han vald av Tri-City Americans i CHL:s importdraft som 66:e spelare totalt. Han tillbringade de efterföljande två säsongerna med Americans i WHL där han under det första året producerade 27 poäng på 64 grundseriematcher. Efter att ha fått en större roll i laget under sin andra säsong i Nordamerika, ökade Strömwall sin poängproduktion. Han snittade en poäng per match och stod för 21 mål och 45 assist. Med denna notering slutade han på andra plats i lagets interna poängliga.
Den 10 april 2013 bekräftades det att Strömwall återvänt till Sverige då han skrivit ett tvåårsavtal med Växjö Lakers HC i SHL. Han gjorde SHL-debut den 14 september samma år i en match mot Modo Hockey. Den 28 oktober 2013 gjorde han sitt första SHL-mål, på Daniel Larsson, i en 5–3-förlust mot AIK. Efter att ha ådragit sig en skada den nästföljande månaden, missade Strömwall 14 grundseriematcher och gjorde inte comeback förrän i januari 2014. På 40 grundseriematcher för Växjö stod han för tre mål och fyra assistpoäng. I SM-slutspelet slog laget ut Luleå HF med 4–2 i kvartsfinalserien, men föll sedan i semifinal mot Färjestad BK med samma siffror. Strömwall fick begränsat med speltid i slutspelet och stod för ett mål på sex matcher. Under denna säsong spelade han också två matcher för IF Troja-Ljungby i Hockeyallsvenskan. Han gjorde debut i serien den 23 oktober 2013 och gjorde sitt första mål i Hockeyallsvenskan den 11 februari 2014, på Timo Leinonen, i en 1–3-seger mot Karlskrona HK.
Efter att ha fått begränsat med speltid i inledningen av säsongen 2014/15, bekräftade Växjö den 26 november 2014 att man brutit avtalet med Strömwall. Den följande månaden, den 5 december, stod det klart att Strömwall skrivit ett avtal fram till och med säsongen 2015/16 med seriekonkurrenten Luleå HF. Efter att ha fått begränsat med speltid även i Luleå lånades Strömwall ut i fyra matcher till Asplöven HC i Hockeyallsvenskan, där han stod för ett mål. Därefter stod det den 1 februari samma år klart att Strömwall lånats ut till HV71 för återstoden av säsongen. För HV71 stod han för tre mål på tolv grundseriematcher. I SM-slutspelet slogs laget ut i kvartsfinal av Linköping HC med 4–2 i matcher. Strömwall stod för en assistpoäng i dessa matcher.

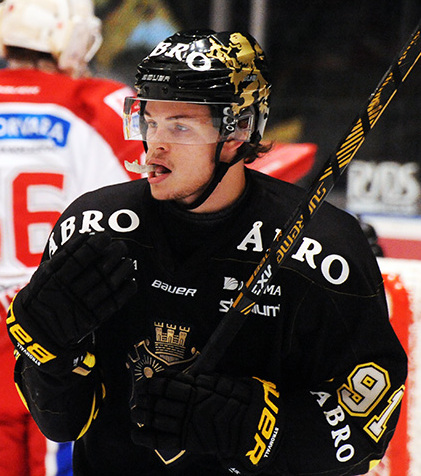
Strömwall med AIK 2015.

Den 28 maj 2015 bekräftades det att Strömwall brutit sitt avtal med Luleå och skrivit ett ettårskontrakt med AIK i Hockeyallsvenskan. Strömwall inledde säsongen 2015/16 med att göra 17 poäng på de nio inledande omgångarna. Den 30 september 2015 gjorde han sitt första hat trick för säsongen då Leksands IF besegrades med 7–3. I denna match stod Strömwall för totalt fem poäng. I slutet av grundserien, i en match mot Almtuna IS den 24 februari 2016, stod Strömwall för sitt andra hat trick för säsongen. Med 42 poäng på 49 grundseriematcher vann han AIK:s interna poängliga och slutade på sjunde plats i den totala poängligan. Han slutade på andra plats i Hockeyallsvenskans skytteliga då han stod för 25 mål, två mål bakom segraren Mitch Wahl. AIK, som vann grundserien, vann därefter den Hockeyallsvenska finalen mot Tingsryds AIF med 3–2 i matcher. Man kvalificerade sig därmed till direktkvalet till SHL, där man förlorade sin serie mot Karlskrona HK med 4–1 i matcher. På dessa tio matcher stod Strömwall för ett mål.

#### 2016–2022: AHL, Liiga och KHL
Den 17 april 2016 bekräftades det att Strömwall skrivit ett tvåårsavtal med New York Rangers i NHL. I början av oktober samma år stod det klart att Strömwall skickats ner till Rangers farmarklubb Hartford Wolf Pack i AHL. Han tillbringade resten av säsongen med Wolfpack och gjorde AHL-debut samma månad, den 14 oktober, i en 3–6-seger mot St. John's Icecaps. Tolv dagar senare, den 26 oktober, gjorde han sitt första mål i AHL, på Joe Cannata, i en 2–3-seger mot Hershey Bears. I december ådrog han sig en skada under en match mot Toronto Marlies, vilken höll honom borta från spel i 26 matcher. Totalt spelade Strömwall 44 matcher för Wolf Pack och stod för två mål och fyra assist. Laget slutade sist i hela AHL och tog sig därför inte till Calder Cup-slutspelet.
Den 23 september 2017 bekräftades det att Strömwall åter skickats ner till Wolf Pack i AHL. Han inledde sedan säsongen med Greenville Swamp Rabbits i ECHL, där han på två matcher stod för ett mål och en assistpoäng. Den 20 oktober samma år stod det klart att han brutit sitt avtal i samförstånd med Rangers. Veckan därpå, den 26 oktober, bekräftades det att Strömwall återvänt till Europa då han skrivit ett avtal med den finska klubben Kookoo i Liiga. Den 27 oktober gjorde han Liigadebut, i en match mot Vasa Sport. Dagen därpå gjorde han sitt första mål i serien, på Mika Järvinen, i en 1–2-förlust mot samma lag. På 37 grundseriematcher stod Strömwall för 20 poäng, varav 14 mål. Kookoo misslyckades att ta sig till slutspel då man slutade näst sist i grundserien.
Kort efter säsongens avslut förlängde Strömwall sitt avtal med Kookoo med ytterligare en säsong, något som bekräftades av klubben den 9 april 2018. Strömwall inledde säsongen med att göra poäng i samtliga av de sex inledande matcherna och totalt nio poäng. Den 17 november 2018 gjorde han sitt första hat trick i Liiga då Vasa Sport besegrades med 3–4. I slutet av grundserien, den 1 mars 2019, noterades han för ytterligare ett hat trick; denna gång i en 5–1-seger mot Ässät. Med 57 poäng (30 mål, 27 assist) på 52 grundseriematcher vann Strömwall Liigas poängliga och tilldelades Veli-Pekka Ketola Trophy. Utöver detta tilldelades han också, som förste svensk någonsin, Aarne Honkavaara Trophy som Liigas skytteligavinnare. Under denna säsong blev han uttagen till Liigas All Star-lag och var också den spelare som gjorde flest mål i power play (17). Kookoo misslyckades återigen att ta sig till slutspel.
Efter två säsonger i Finland bekräftades det den 1 maj 2019 att Strömwall lämnat Kookoo då han skrivit ett ettårsavtal med ryska HK Sotji i KHL. I sin KHL-debut den 6 september samma år, stod han för tre assistpoäng då HK Dinamo Minsk besegrades med 5–4. Dagen därpå gjorde han sitt första mål i KHL, på Adam Reideborn, då Sotji föll mot Ak Bars Kazan med 3–6. Strömwall spelade 52 grundseriematcher och vann lagets interna poängliga med 39 gjorda poäng. Han var också lagets främste målskytt då han stod för 21 mål, och slutade på sjunde plats i KHL:s skytteliga. Under denna säsong blev han dessutom uttagen till KHL:s All Star-match.
Inför säsongen 2020/21 hade Strömwall kontraktserbjudanden från NHL-klubbar, men valde strax innan säsongspremiären av KHL att förlänga sitt avtal med Sotji. Han spelade 26 matcher och stod för åtta mål och lika många assistpoäng för klubben, innan det den 29 november 2020 meddelades att Strömwall blivit bortbytt till SKA Sankt Petersburg mot Ivan Volodin, Vladislav Kurbatov och Vladislav Valentsov. I Sankt Petersburg stod Strömwall för nio poäng, varav åtta mål på 21 grundseriematcher. Han gjorde därefter debut i Gagarin Cup då laget i åttondelsfinal slog ut HK Dinamo Minsk med 4–1 i matcher. Sankt Petersburg besegrade sedan också HK Dynamo Moskva i kvartsfinalserien med samma siffror, innan man besegrades i semifinal av HK CSKA Moskva med 4–2 i matcher. Strömwall spelade totalt tio slutspelsmatcher och noterades för ett mål och en assistpoäng.
Den 6 maj 2021 bekräftades det att Strömwall förlängt sitt avtal med Sankt Petersburg med två säsonger. I slutet av augusti samma år meddelades det dock att han blivit bortbytt till den belarusiska klubben Dinamo Minsk, mot rättigheterna till Brennan Menell. Den 12 oktober 2021 gjorde Strömwall säsongens första hat trick, mot Kunlun Red Star. I mitten av december noterades han för ytterligare ett hat trick då Jokerit besegrades med 5–3. KHL-säsongen förkortades på grund av Covid-19-pandemin och på 38 grundseriematcher stod Strömwall för 32 poäng, vilket gav honom en andraplats i lagets interna poängliga. Med 19 gjorda mål vann han Minsks skytteliga och kom på nionde plats i KHL:s skytteliga. Laget slutade på åttonde plats i Western Conference och slogs omgående ut i Gagarin Cup med 4–0 i matcher av SKA Sankt Petersburg. I slutspelet var Strömwall både lagets bästa poängmakare (4) och målgörare (3).

#### Från 2022: Chicago Wolves, Frölunda HC och Rapperswil-Jona Lakers
Efter fem säsonger i olika ligor i Europa tillkännagavs det den 15 juli 2022 att Strömwall återvänt till Nordamerika då han skrivit ett ettårsavtal med Carolina Hurricanes i NHL. Veckan innan säsongspremiären stod det klart att Strömwall skickats ner till Hurricanes farmarlag i AHL, Chicago Wolves; han tillbringade sedan hela säsongen med Wolves. På 68 grundseriematcher stod Strömwall för 51 poäng (18 mål, 33 assist), vilket gjorde att han vann Wolves interna poängliga. Laget slutade näst sist i Central Division och missade således Calder Cup-slutspelet.
Den 10 augusti 2023 bekräftades det att Strömwall återvänt till Sverige och skrivit ett tvåårsavtal med Frölunda HC i SHL. I en match mot Luleå HF den 15 februari 2024 noterades Strömwall för ett hat trick. Detta hat trick gjordes efter 9 minuter och 36 sekunder av matcher och var då det fjärde snabbaste i SHL:s historia. Han gjorde sin poängmässigt bästa grundserie i SHL och slutade på tionde plats i poängligan. Han spelade samtliga 52 matcher och gjorde 40 poäng, varav 15 mål. I SM-slutspelet slog Frölunda ut Leksands IF med 4–3 i kvartsfinalserien men föll sedan i semifinal mot Skellefteå AIK med samma siffror. I slutspelet slutade Strömwall tvåa i lagets interna poängliga med 10 poäng på 14 matcher. Efter säsongens slut meddelades det att Strömwall röstats fram till säsongens All Star-lag.
Efter Frölundas uttåg ur SM-slutspelet bekräftade klubben den 24 april 2024 att Strömwall nyttjat en klausul i avtalet för spel utomlands. Dagen därpå stod det klart att han skrivit ett tvåårsavtal med den schweiziska klubben Rapperswil-Jona Lakers i NL. Strömwall gjorde NL-debut den 17 september 2024 i en 3–4-seger mot HC Ambrì-Piotta. En vecka senare gjorde han sina två första mål i ligan, på Benjamin Conz, i en 6–2-seger mot HC Ajoie. Månaden därpå, den 22 oktober, noterades Strömwall för ett hat trick i en 4–5-förlust mot Ambrì-Piotta. Laget slutade på nionde plats i grundserien där Strömwall slutade på nionde plats i poängligan. På 47 matcher stod han för 46 poäng; med 22 mål slutade han på delad fjärdeplats i NL:s skytteliga. Han vann både Lakers interna poäng- och skytteliga. I slutspelet slogs laget ut omgående av Ambrì-Piotta med totalt 5–4.

### Landslag
Som junior spelade Strömwall 13 landskamper för Sverige. Han gjorde A-landslagsdebut den 4 april 2019 i en träningsmatch mot Slovakien. Den 13 april samma år gjorde han sitt första A-landslagsmål, på Henrik Holm, i en 5–1-seger mot Norge.

## Statistik
| 2011–12                  | Tri-City Americans       | WHL                      | 64  | 11 | 16 | 27 | 33  | 15 | 3 | 4 | 7  | 6  |
| 2012–13                  | Tri-City Americans       | WHL                      | 66  | 21 | 45 | 66 | 36  | 5  | 1 | 4 | 5  | 2  |
| 2013–14                  | Växjö Lakers HC          | SHL                      | 40  | 3  | 4  | 7  | 6   | 6  | 1 | 0 | 1  | 0  |
| 2013–14                  | IF Troja-Ljungby         | HA                       | 2   | 1  | 2  | 3  | 2   | —  | — | — | —  | —  |
| 2014–15                  | Växjö Lakers HC          | SHL                      | 21  | 2  | 0  | 2  | 41  | —  | — | — | —  | —  |
| 2014–15                  | Luleå HF                 | SHL                      | 14  | 1  | 1  | 2  | 2   | —  | — | — | —  | —  |
| 2014–15                  | Asplöven HC              | HA                       | 4   | 1  | 0  | 1  | 0   | —  | — | — | —  | —  |
| 2014–15                  | HV71                     | SHL                      | 13  | 3  | 0  | 3  | 4   | 6  | 0 | 1 | 1  | 0  |
| 2015–16                  | AIK                      | HA                       | 49  | 25 | 17 | 42 | 26  | 10 | 1 | 0 | 1  | 2  |
| 2016–17                  | Hartford Wolf Pack       | AHL                      | 44  | 2  | 4  | 6  | 20  | —  | — | — | —  | —  |
| 2017–18                  | Greenville Swamp Rabbits | ECHL                     | 2   | 1  | 1  | 2  | 0   | —  | — | — | —  | —  |
| 2017–18                  | Kookoo                   | Liiga                    | 37  | 14 | 6  | 20 | 30  | —  | — | — | —  | —  |
| 2018–19                  | Kookoo                   | Liiga                    | 52  | 30 | 27 | 57 | 48  | —  | — | — | —  | —  |
| 2019–20                  | HK Sotji                 | KHL                      | 52  | 21 | 18 | 39 | 12  | —  | — | — | —  | —  |
| 2020–21                  | HK Sotji                 | KHL                      | 26  | 8  | 8  | 16 | 14  | —  | — | — | —  | —  |
| 2020–21                  | SKA Sankt Petersburg     | KHL                      | 21  | 8  | 1  | 9  | 6   | 10 | 1 | 2 | 3  | 2  |
| 2021–22                  | HK Dinamo Minsk          | KHL                      | 38  | 19 | 13 | 32 | 16  | 4  | 3 | 1 | 4  | 2  |
| 2022–23                  | Chicago Wolves           | AHL                      | 68  | 18 | 33 | 51 | 32  | —  | — | — | —  | —  |
| 2023–24                  | Frölunda HC              | SHL                      | 52  | 15 | 25 | 40 | 47  | 14 | 3 | 7 | 10 | 12 |
| 2024–25                  | Rapperswil-Jona Lakers   | NL                       | 47  | 22 | 24 | 46 | 20  | 1  | 1 | 1 | 2  | 0  |
| SHL totalt               | SHL totalt               | SHL totalt               | 139 | 24 | 30 | 54 | 100 | 26 | 4 | 8 | 12 | 12 |
| KHL totalt               | KHL totalt               | KHL totalt               | 137 | 56 | 40 | 96 | 48  | 14 | 4 | 3 | 7  | 4  |
| AHL totalt               | AHL totalt               | AHL totalt               | 112 | 20 | 37 | 57 | 52  | —  | — | — | —  | —  |
| Liiga totalt             | Liiga totalt             | Liiga totalt             | 89  | 44 | 33 | 77 | 78  | —  | — | — | —  | —  |
| Hockeyallsvenskan totalt | Hockeyallsvenskan totalt | Hockeyallsvenskan totalt | 55  | 27 | 19 | 46 | 28  | 10 | 1 | 0 | 1  | 2  |